# Cercartetus
Cercartetus és un gènere de pòssums molt petits coneguts com a pòssums pigmeus. Conté quatre espècies, que juntament amb el pòssum pigmeu de muntanya (Burramys) formen la família de marsupials dels burràmids.